# وفاء مخلوف
وفاء مخلوف برلمانية تونسية، وهي كذلك الشريك المؤسس وعضو اللجنة التنفيذية لحزب حركة نداء تونس منذ عام 2012. تشغل مخلوف منصب المديرة التنفيذية لسييد تونس CEED .  تحصلت وفاء مخلوف الإجازة في العلوم المالية. أسست مبادرتها التجارية الخاصة، وهي شركة بيئية٬ تركز بريكليين Proclean على جمع النفايات المنزلية والتنظيف الميكانيكي للشواطئ منذ عام 2003. 

## الحياة والوظيفة
مخلوف هي المديرة التنفيذية لمنظمة سييد CEED .  كانت عضوًا في الغرفة الفتية الاقتصادية في حمام الشط من عام 2003 حتى عام 2005 ، وعضو في مركز المديريين التنفيذيين الشباب - CJD في تونس في عام 2005 ورئيستها في عام 2011. كانت أول من أنشأ حاضنة لأصحاب المشاريع ومبادرة وجهني. 
كانت رئيسة مجلس إدارة انكتيس Enactus تونس. 

## الحياة السياسية والترشيحات
وفاء مخلوف هي واحدة من مؤسسي الحزب السياسي التونسي نداء تونس . تم انتخابها في الانتخابات البرلمانية لعام 2014 وانضمت إلى مجلس نواب الشعب.  في عام 2017 ، أعلنت عن رغبتها في الترشح للانتخابات الرئاسية بدعم من حزبها.
في عام 2015 ، تم اختيارها من قبل أرابيان بيزنس كواحدة من أقوى 100 عربي تحت سن 40. 
في عام 2016 ، تمت تسمية وفاء مخلوف وأميرة يحياوي  ضمن القادة الشبان العالميين من المنتدى الاقتصادي العالمي. 

## روابط خارجية
- وفاء مخلوف  على فيسبوك.